# 妹尾昭吾
妹尾 昭吾（せのお しょうご、1977年3月14日 - ）は、株式会社デザインアクト取締役のゲームクリエイター・グラフィックデザイナー・イラストレーター。
主にゲームクリエイターとして活動し、様々なゲームデザインやキャラクターを生み出している。代表作品はたか丸くんやしずポンなど。また東日本大震災の復興支援の為に様々なイラスト、ロゴなどを提供している。

## たか丸くん
たか丸くんは、平成23年（2011年）に行われる弘前城築城400年祭のマスコットキャラクターとして全国676点の応募の中から採用されたキャラクターである。また愛称（ネーミング）は全国1,263件の応募の中から選ばれた。

## しずポン
しずポンは、平成24年（2012年）にSHIZUOKA城と戦國浪漫のイメージキャラクターとして全国150点の応募の中から採用されたキャラクターである。知的所有権は静岡県が所有。

## ひょこねぇ
ひょこねぇは、平成27年（2015年）に高松兵庫町商店街のイメージキャラクターとして誕生。ご当地キャラ初のオネエキャラである。

## 作品

### 参加作品
- ご当地鉄道 〜ご当地キャラと日本全国の旅〜 ニンテンドー3DS / Wii U （アートディレクター）

- ご当地鉄道 for Nintendo Switch Nintendo Switch （アートディレクター）

### イラスト・挿絵・ロゴ
- たか丸くん（弘前市）イメージキャラクター
- しずポン（静岡城と戦國浪漫）イメージキャラクター
- ひょこねぇ 高松兵庫町商店街イメージキャラクター
- ザンちゃん（西表島交通）イメージキャラクター
- お江戸、いいね！イメージキャラクター
- ラジオ大阪 弁天Rシスターズイメージキャラクター
- ライフ ―いのちをつなぐ物語―  「ライフの動物占い」イメージキャラクター
- 笑顔311 イメージロゴ